# An Cailín Ciúin
Tres llums (irlandès: An Cailín Ciúin, anglès: The Quiet Girl) és una pel·lícula dramàtica irlandesa del 2022 dirigida per Colm Bairéad, amb guió del mateix director, una adaptació de la novel·la curta Foster de Claire Keegan. Protagonitzada per Carrie Crowley, Andrew Bennett i Catherine Clinch. S'ha subtitulat al català.
Es va estrenar a la 72a Berlinale on va guanyar el Gran Premi del Jurat Internacional Generation Kplus a la millor pel·lícula. Va obrir el Festival Internacional de Cinema de Dublín 2022, guanyant el Premi del Públic i el Premi del Cercle de Crítics de Cinema de Dublín a la millor pel·lícula irlandesa.
Nominada com a Millor Pel·lícula en llengua no anglesa en la 95a edició dels Premis Oscar. També ha estat nominada a dos BAFTA, com a millor film en llengua no anglesa i millor guió adaptat.
Guanyadora del premi a millor Fotografia en els Premis del Cinema Europeu per Kate McCullough.

## Argument
Ambientada a la Irlanda rural, 1981. Cáit (Catherine Clinch) és una nena reservada de nou anys, filla d'una família disfuncional. S'enfronta en silenci amb dificultats a l'escola i ha après a passar desapercebuda per als que l'envolten. Quan arriba l'estiu i s'acosta la data d'un altre part de la seva mare (Kate Nic Chonaonaigh), Cáit és enviada a viure amb uns parents llunyans, Eibhlín (Carrie Crowley) i Seán (Andrew Bennett). Sense saber quan tornarà a casa, es queda a casa d'uns desconeguts sense res més que la roba que porta posada. A poc a poc, i gràcies a les cures de la família Cinnsealach, Cáit descobreix una nova forma de viure. Però en aquesta casa on regna l'afecte i no sembla haver-hi secrets, ella descobreix una veritat dolorosa.

## Repartiment
- Carrie Crowley com a Eibhlín Cinnsealach
- Andrew Bennett com a Seán Cinnsealach
- Catherine Clinch com a Cáit
- Michael Patric com a Athair Cháit
- Kate Nic Chonaonaigh com a Máthair Cháit

## Al voltant de la pel·lícula
El guió del film per part de Colm Bairéad està basat en una adaptació del conte Tres llums (anglès: Foster) de Claire Keegan, que va ser inicialment un relat curt publicat a The New Yorker el 2010. Bairéad va llegir per primera vegada el relat l'estiu del 2018 i de seguida va captar la idea per adaptar-lo com a pel·lícula, amb la temàtica dels complexos vincles de la família, el creixement emocional i el fenomen del dol i la capacitat de conformar-nos.
Aquesta pel·lícula va ser el primer títol de diàleg en gaèlic irlandès presentat a la Berlinale, a la secció Generation Kplus on es va endur el Gran Premi del Jurat Internacional Generation Kplus. La narrativa molt forta es combina amb una cinematografia que crea una atmosfera única, amb la col·laboració de la magnífica fotografia de Kate McCullough i el disseny de producció d'Emma Lowney. El llibre està ambientat a Waterford, que es troba a la costa sud, però la pel·lícula es va rodar a Meath, a una hora al nord de Dublín.

## Recepció
'The Quiet Girl', el seu títol en anglès, obté a Rotten Tomatoes una valoració positiva del 98% dels crítics sobre un total de 64 revisions, amb una valoració mitjana de 8,9/10. Per la seva part, l'audiència li dona un 4,6/5, amb una valoració positiva del 94%.

### Crítica
Segons Robert Abele, en la seva crítica a Los Angeles Times, un drama familiar silenciós i delicadament interpretat de Colm Bairéad, ambientat en un camp irlandès que combina feina i bellesa, amb presència de la llengua irlandesa poc escoltada a les pel·lícules, però també de coses no dites que, a la seva manera, esdevenen una llengua compartida dels perduts. Amb imatges exquisides de la paleta de la directora de fotografia Kate McCullough, com una de les primeres de la pel·lícula, quan la càmera localitza la jove Cáit (Catherine Clinch) estirada en un camp d'herba alta, el nom de la qual escoltem repetidament per part de la seva mare impacient.
Per Lisa Kennedy a The New York Times, Bairead i la directora de fotografia Kate McCullough capturen en aquest drama lluminós la perspectiva en primera persona de la història de Keegan: les fulles es mouen i brillen, la superfície d'un pou ondulant suament. “The Quiet Girl”, l'entrada d'Irlanda per a l'Oscar al millor llargmetratge internacional, potser no hi ha cap pel·lícula més expressiva de l'ethos benèvol de la temporada que aquest treball silenciós sobre la parella i la bondat.